# Рожалин Кузьма Федорович
Рожалин Кузьма Федорович (*1730, Вовківці — †1786, Москва) — військовий лікар.

## Біографія
У 1758 році закінчив Києво-Могилянську Академію, у 1760 — Медико-Хірургічну Школу при Петербурзькому Адміралтейському шпиталі. Рік прослужив лікарем у полку. У 1761—1765 роках власним коштом навчався за кордоном — у Лейдені і Берліні, в 1765 році у Лейденському університеті захистив докторську дисертацію «Da scorbuto». Викладав фізіологію і фармокологію в обох петербурзьких медикохірургічних школах, керував боротьбою з епідемією чуми в Єлисаветграді, Новомиргороді й Харкові (1771—1775).
Під час Російсько-турецької війни, в 1769—1774 роках, був керівником Єлисаветградського шпиталю. В 1776 році призначений лікарем Новоросійської губернії. 1778 року відправлений у відставку за станом здоров'я.
Рожалин був у дружніх стосунках з Й. В. Ґете та з низкою німецьких учених.
У «Енциклопедичному словнику» Брокгауза і Єфрона говориться, що Рожалін першим ввів слово «скорбут», витворюючи його від слова «скорбь» (скорбота), що скоріш за все, є невірним. Етимологія слова є нез'ясованою.